# Шкляр, Евгений Львович
Евге́ний Льво́вич Шкляр (20 мая 1893, Друя, Виленская губерния — 1941, близ Каунаса) — русский поэт, переводчик, журналист, критик.

## Биография
Родился, как указано в собственноручной автобиографии, 20 мая 1893 года в семье инженера-изобретателя. Отец, Лев Венецианович Шкляр (1866—1896), был выпускником Бердянской гимназии и Императорского Харьковского университета, впоследствии работал в Одессе и Екатеринославе. Мать — врач Любовь (Любовь-Рашель) Львовна Шкляр (урождённая Вильнянская, 1862—1921). Гимназию закончил в Екатеринославе. 
Дебютировал в печати в 1911 году в Екатеринославе. В 1915—1916 годах учился на юридическом факультете Варшавского университета, эвакуированного во время Первой мировой войны в Ростов-на-Дону. В 1916 году закончил Чугуевское военное училище и был отправлен на кавказский фронт. Награждён Георгиевским крестом. В годы Гражданской войны находился в армиях Петлюры и в штабе 3-го конного корпуса Деникина. Перенес тиф.
С ноября 1921 года жил и работал в Каунасе. Был сотрудником газеты «Эхо» под редакцией А. С. Бухова, корреспондентом рижской газеты «Сегодня». В 1924—1925 годах работал в рижской газете «Народная мысль» и еженедельном журнале «Наш огонёк», сотрудничал в русских газетах Эстонии, в парижской еженедельной газете «Рассвет» под редакцией В. Е. Жаботинского и других периодических изданиях. В 1926—1927 годах жил в Париже. С 1928 года постоянно жил в Каунасе, по делам выезжая в Ригу и Таллин.
Занимался переводами с литовского на русский язык, начал писать по-литовски, желая стать литовским писателем.
Издатель и редактор газет:
- «Наше эхо» (1929—1931),
- «Литовский курьер» (1932—1933),
- «Литовский вестник» (1935—1939),
- «Восточная Европа» и других периодических изданий, участвовал в литовской печати.

Редактор журнала «Балтийский альманах» (1923—1924; 1928—1937, с перерывами).
Погиб, согласно некоторым сведениям, в фашистском концлагере под Каунасом. По другим данным, в конце 1930-х годов заболел онкологическим заболеванием, перенёс несколько операций в Риге и скончался весной 1941 года в Каунасе.

## Сборники стихов
- «Кипарисы» (Каунас, 1922),
- «Караван» (Берлин, 1923),

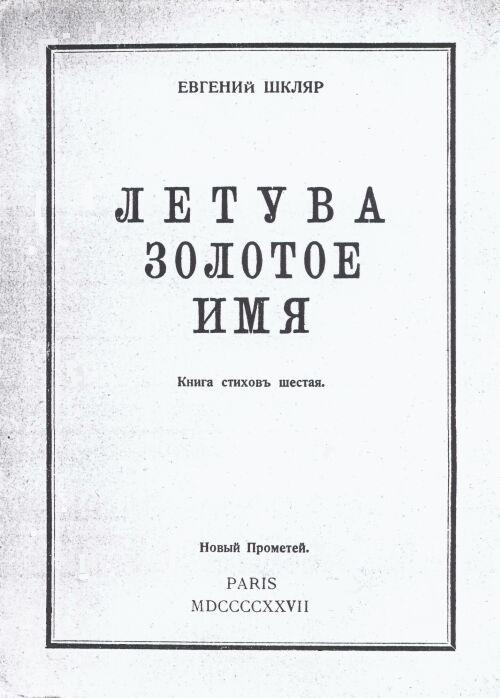
Евгений Шкляр. Летува золотое имя. Париж, 1927. Обложка

- «Огни на вершинах» (Берлин, 1925),
- «Вечерняя степь» (Берлин, 1923),
- «Посох» (Рига, 1925),
- «Летува золотое имя» (Париж, 1927),
- «Poeta in aeternum» (Рига, 1935)
- «Lietuva vardas auksinis» (Каунас, 1931) на литовском языке в переводах Людаса Гиры, Пятраса Лауринайтиса, Пятраса Вайчюнаса

## Переводы
Перевел «Национальную песнь» Винцаса Кудирки, стихотворения Казиса Бинкиса, Пранаса Будвитиса, Пятраса Вайчюнаса, Людаса Гиры, Мотеюса Густайтиса, Майрониса, Витаутаса Сириос-Гиры и многих других литовских поэтов, отдельные прозаические тексты.